# Campinal
Campinal é um distrito do município brasileiro de Presidente Epitácio, no interior do estado de São Paulo.

## História

### Formação administrativa
- Pedido para criação do distrito através de processo que deu entrada na Assembléia Legislativa do Estado de São Paulo no ano de 1958, mas como não atendia os requisitos necessários exigidos por lei para tal finalidade o processo foi arquivado[3].
- Decreto nº 35.227 de 14/07/1959 - Dispõe sobre a criação da 2.ª subdelegacia de polícia - Campinal - no distrito e município de Presidente Epitácio[4].
- Distrito criado pela Lei n° 4.954 de 27/12/1985, com sede no Bairro de Campinal e com território desmembrado do distrito de Presidente Epitácio[5][6].

### Pedido de emancipação
O distrito tentou a emancipação político-administrativa e ser elevado à município, através de processo que deu entrada na Assembléia Legislativa do Estado de São Paulo no ano de 1963, mas como não atendia os requisitos necessários exigidos por lei para tal finalidade, o processo foi arquivado.

## Geografia

### Demografia

#### População urbana
| Crescimento população urbana | Crescimento população urbana | Crescimento população urbana | Crescimento população urbana |
| Censo                        | Pop.                         |                              | %±                           |
| ---------------------------- | ---------------------------- | ---------------------------- | ---------------------------- |
| 1980                         | 868                          |                              | —                            |
| 1991                         | 938                          |                              | 8,1%                         |
| 2000                         | 1 105                        |                              | 17,8%                        |
| 2010                         | 1 190                        |                              | 7,7%                         |
| Fonte: IBGE e Fundação SEADE |                              |                              |                              |

#### População total
Pelo Censo 2010 (IBGE) a população total do distrito era de 2 311 habitantes.

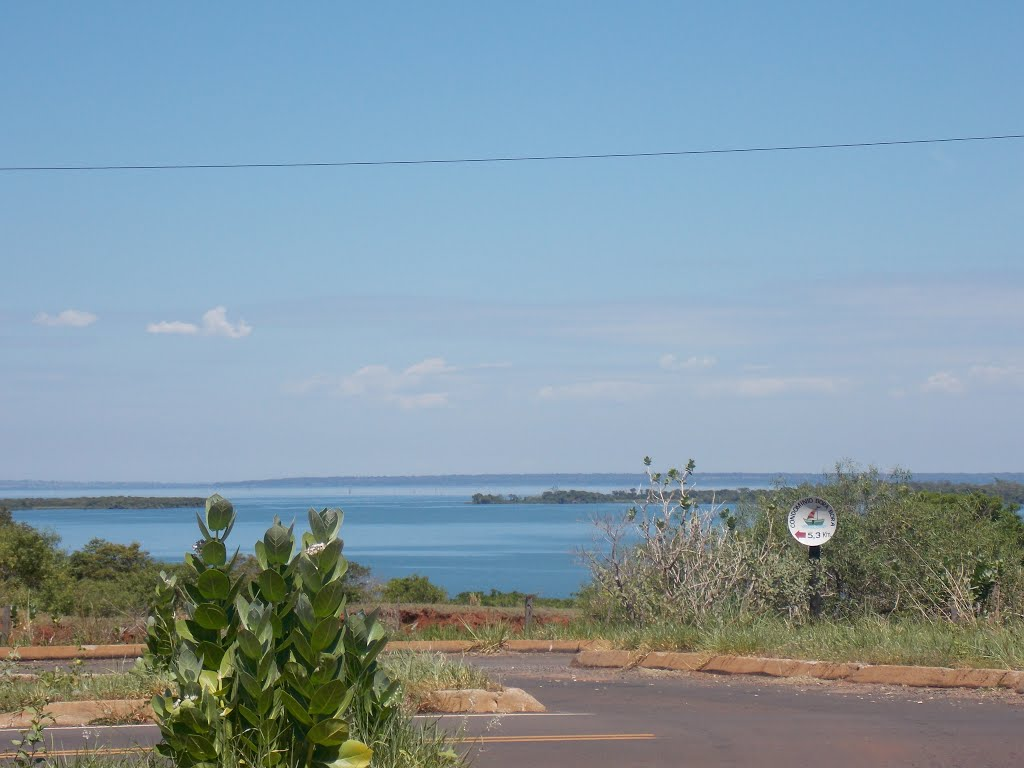
Trevo de Campinal, ao fundo o Rio Paraná.

### Área territorial
A área territorial do distrito é de 252,795 km².

### Rodovias
O principal acesso a Campinal é a estrada vicinal que liga o distrito às cidades de Presidente Epitácio e Panorama.

### Hidrografia
- Rio Paraná

## Serviços públicos

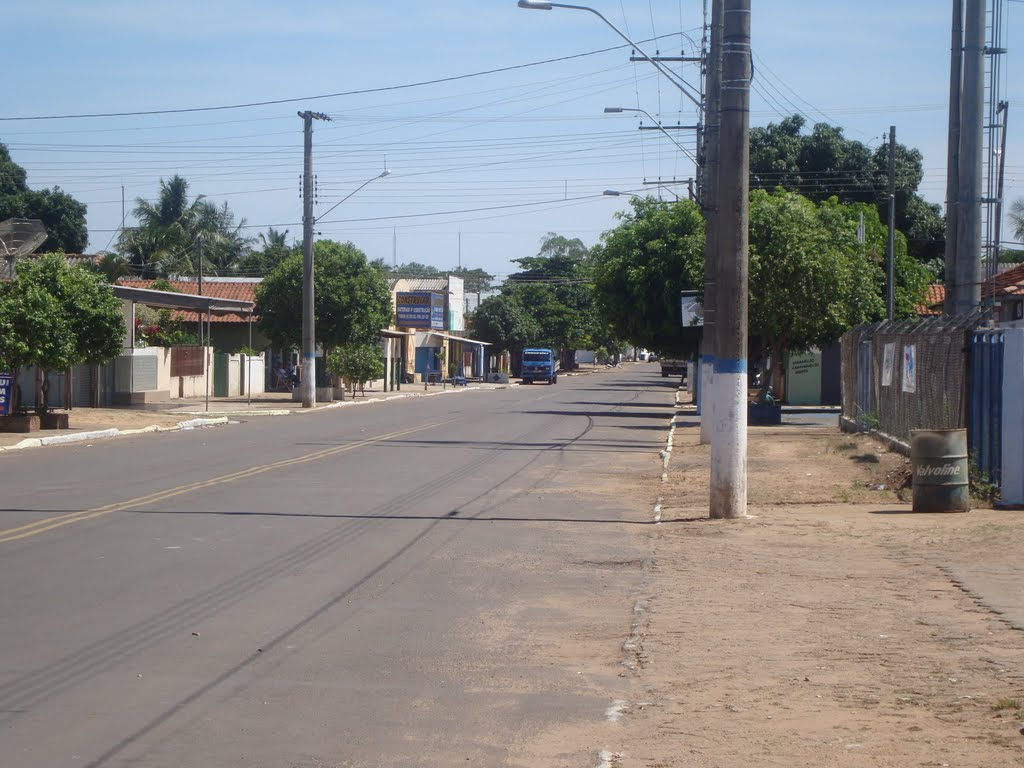
Aspecto local.

### Administração
- Subprefeitura de Campinal[11]

### Registro civil
Feito na sede do município, pois o distrito não possui Cartório de Registro Civil das Pessoas Naturais.

### Saneamento
O serviço de abastecimento de água é feito pela Companhia de Saneamento Básico do Estado de São Paulo (SABESP).

### Energia
A responsável pelo abastecimento de energia elétrica é a Energisa Sul-Sudeste, antiga Caiuá (distribuidora do grupo Rede Energia).

### Telecomunicações
O distrito era atendido pela Telecomunicações de São Paulo (TELESP), que inaugurou a central telefônica utilizada até os dias atuais. Em 1998 esta empresa foi vendida para a Telefônica, que em 2012 adotou a marca Vivo para suas operações.

## Religião

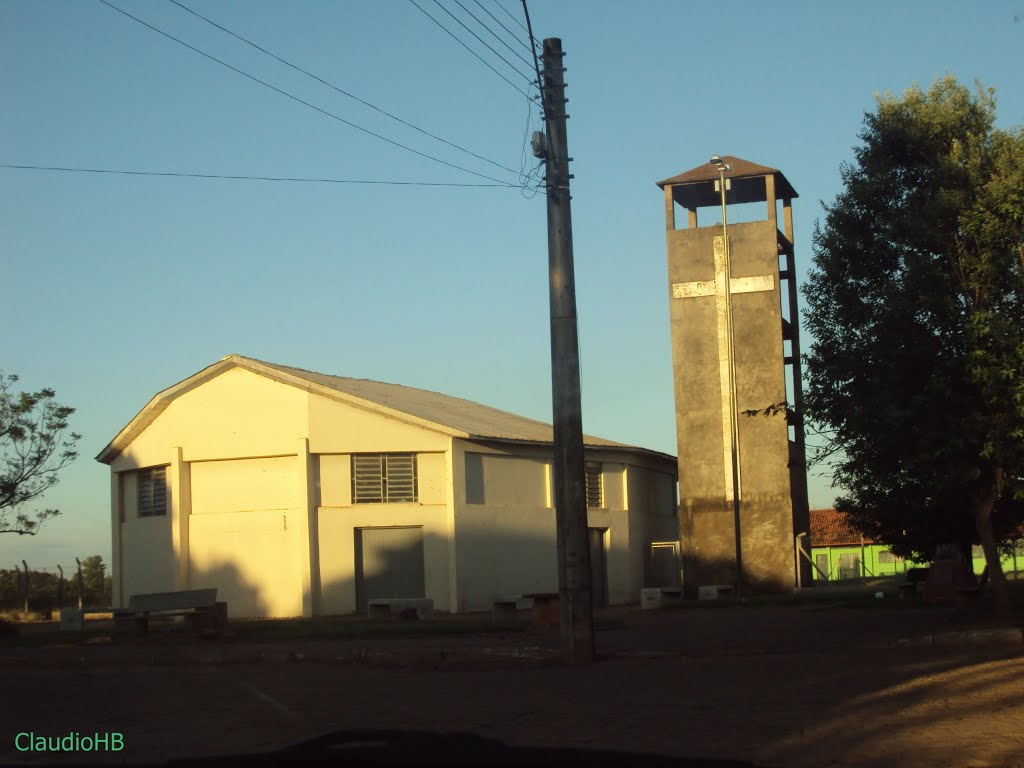
Igreja.

O Cristianismo se faz presente no distrito da seguinte forma:

### Igreja Católica
- A igreja faz parte da Diocese de Presidente Prudente[20].

### Igrejas Evangélicas
- Congregação Cristã no Brasil[21].